# Grigoriopol
Grigoriopol (ros. Григориополь; ukr. Григоріополь, Hryhoriopol) – miasto w Mołdawii, w Naddniestrzu, nad Dniestrem, stolica rejonu Grigoriopol. W 2004 roku liczyło ok. 10,2 tys. mieszkańców. Ośrodek przemysłowy.

## Położenie
Grigoriopol położony jest na lewym brzegu Dniestru, w odległości 45 km na północny zachód od Tyraspola, w centralnej części Naddniestrza.

## Historia
Pierwsze mołdawskie osady na miejscu dzisiejszego miasta datowane są na XVII-XVIII w. Miasto powstało w 1792, rok po podpisaniu pokoju w Jassach, na mocy którego Imperium Osmańskie zrzekała się na rzecz Rosji m.in. ziem między Bohem a Dniestrem. Po zawarciu traktatu na słabo zaludnionych terenach między Dniestrem a rzeczką Czarna powstały kolonie Kozaków i rosyjskich staroobrzędowców. Następnie Katarzyna II, inspirując się koncepcją Grigorija Potiomkina, postanowiła utworzyć na tym miejscu miasto Ormian, które mogłoby szybko stać się prężnym ośrodkiem handlowym, a do tego przeciwwagą dla pozostającej w rękach Turków twierdzy benderskiej. Wybór nazwy dla miasta, początkowo brzmiącej Grigoriopolis, tłumaczony jest dwojako: według jednej wersji wskazuje ona na Grzegorza Oświeciciela, założyciela Apostolskiego Kościoła Ormiańskiego, według innej - na Grigorija Potiomkina. Do tworzonego miasta władze rosyjskie przesiedliły 4 tys. Ormian z Bender, Caușeni, Białogrodu Dniestrowskiego, Izmaiła, Kilii, Kaukazu. 25 lipca 1792 ormiański arcybiskup uroczyście poświęcił sześć kamieni, od których symbolicznie rozpoczęto budowę miasta. Dwa lata później miejscowości nadano prawa miejskie oraz herb, w 1801 zatwierdzono nazwę Grigoriopol. Architektem miasta był François Sainte de Wollant.
Do lat 30. XIX w. Grigoriopol stał się znaczącym ośrodkiem handlowym południowej Rosji. Większość mieszkańców utrzymywała się z handlu i rzemiosła. Skład etniczny miasta zmieniał się, gdyż osiedlali się w nim Żydzi, Ukraińcy i Mołdawianie. W końcu XIX w. znaczenie miejscowości jednak spadło; Ormianie opuszczali miasto. W 1918 Grigoriopol opanowali bolszewicy. Miasto od 1924 znajdowało się na terenie Mołdawskiej Autonomicznej SRR.
Podczas II wojny światowej, po zajęciu miasta i całego regionu przez wojska rumuńskie w 1941, w rejonie Grigoriopola działały radzieckie oddziały partyzanckie. Miasto stanowiło część tzw. Transnistrii (okręg Dubosary). Armia radziecka ponownie zajęła miasto 12 kwietnia 1944.
Na początku XXI w. większość mieszkańców utrzymywała się z pracy w rolnictwie.

## Demografia
Historyczna populacja miasta:
- 1799 - 3435[4]
- 1887 - 6165[4]
- 1897 - 7605[7]
- 1939 - 7332[8]
- 2004 - 10 252[9]

Historyczny udział poszczególnych narodowości i grup etnicznych w populacji miasta na podstawie danych ze spisów ludności w Naddniestrzu w 2004, Mołdawskiej ASRR w 1939 i carskiej Rosji w 1897:

w 2004:
1. Mołdawianie - 5211 (50,8%)
2. Rosjanie - 3036 (29,6%)
3. Ukraińcy - 1666 (16,3%)
4. Niemcy - 74 (0,7%)
5. Bułgarzy - 57 (0,6%)
6. Białorusini - 48 (0,5%)
7. Gagauzi - 23 (0,2%)
8. Żydzi - 12 (0,1%)

- 125 przedstawicieli innych narodowości[9].

w 1939:
1. Mołdawianie - 43,4%
2. Rosjanie - 38,5%
3. Żydzi - 7,7%
4. Ukraińcy - 7,6%
5. Niemcy - 0,7%

w 1897:
1. Rumuni i Mołdawianie - 49,2%
2. Rosjanie - 24,1%
3. Żydzi - 10,9%
4. Ukraińcy - 9,3%
5. Ormianie - 5,3%
6. Niemcy - 0,7%
7. Polacy - 0,3%

## Infrastruktura

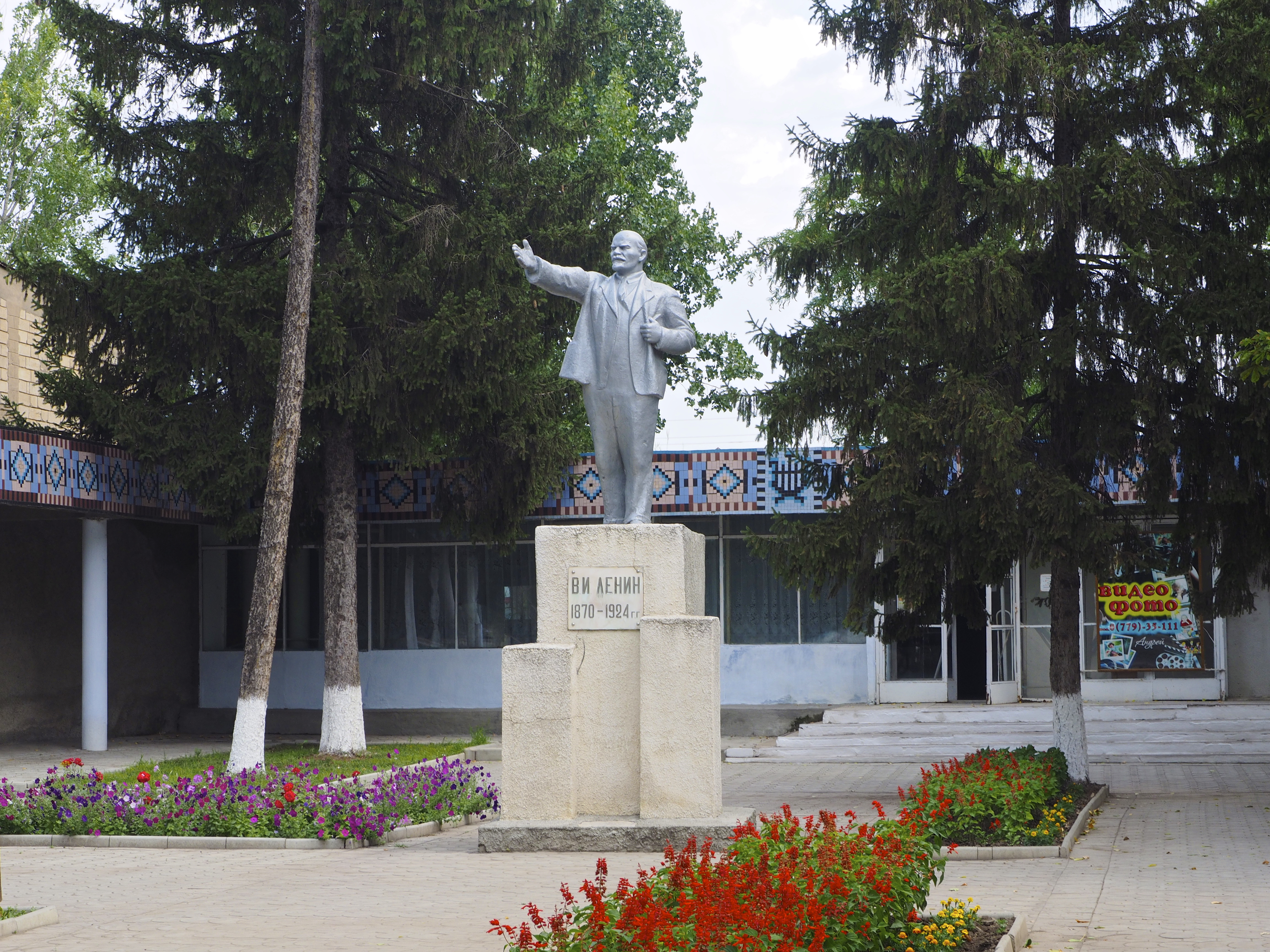
Pomnik Lenina w Grigoriopolu

W okresie radzieckim Grigoriopol stał się ośrodkiem przemysłowym. W mieście działa pięć szkół, dwa przedszkola, dom kultury, kino, szpital, apteka oraz stadion. Poza tym przez Grigoriopol przechodzi ważna Naddniestrzańska droga M4.
W Grigoriopolu dominuje zabudowa jednopiętrowa, jedynie w centralnej części miasta - budynki trzy- i czteropiętrowe.

## Religia
Grigoriopol jest siedzibą jednego z dekanatów eparchii tyraspolskiej i dubosarskiej Mołdawskiego Kościoła Prawosławnego. W mieście czynna jest cerkiew Wniebowstąpienia Pańskiego, dom modlitewny św. Michała Archanioła, zarejestrowana jest również wspólnota św. Grzegorza Oświeciciela.